# Atanásio Merkle
Atanásio Merkle (nascido Ludwig Merkle, Bayersried-Ursberg, 16 de maio de 1888 - Itaporanga, 5 de junho de 1980) foi um importante Abade Cisterciense católico alemão, idealizador, fundador e construtor da Abadia de Nossa Senhora da Santa Cruz em Itaporanga, uma das mais tradicionais do estado de São Paulo, além de ter sido abade presidente da congregação no Brasil e um padre conciliar da Igreja Católica.

## Vida

### Infância e Adolescência
Ludwig Merkle era um dos treze filhos do marceneiro Rupert (Ruprecht Merkle) e de Apollonia Bader. Nascido aos 16 de maio de 1888 em Bayersried, Ursberg - Günzburg, Schwaben, região atual da Baviera, Alemanha (na época então parte do Império Alemão), viveu  desde cedo em ambiente de muita piedade religiosa. Sua mãe, desde cedo, o introduzira no respeito e na admiração pela vida monástica, de forma que, após ter concluído o primário em Ursberg, foi mandando estudar no Colégio do Mosteiro Beneditino de Santo Estevão em Augsburg, na Baviera, onde teve o contato com o mundo monástico, permanecendo aí até 1903 no internato do colégio.

### Experiência na Abadia Trapista na Bósnia e na 1ª Guerra Mundial
Terminado os seus estudos com os beneditinos em Augsburg, Ludwig solicita, com a idade de 15 anos, ao seu pároco, Pe. Dominikus Ringeisen, fundador de uma Congregação Franciscana para cuidado de deficientes em Ursberg, uma carta de recomendação a fim de ingressar na Abadia Trapista de Marija Zvijezda em Banja Luka, no então Império Austro-Húngaro (hoje na Bósnia e Herzegovina), fato que parece ter chamado a atenção de Pe. Ringeisen. Na realidade, muitos jovens alemães e austríacos foram atraídos para a vida trapista na Bósnia, que foi o primeiro assentamento germânico na região da Bósnia e Herzegovina Otomana antes de sua anexação ao Império Austro-Húngaro, graças aos esforços do renomado Pe. trapista Franz Pfanner. Entre esses jovens, além de Ludwig, destaca-se Valentin Recke, futuro Abade Vito Recke da antiga Abadia de Himmerod na Alemanha.
A Abadia de Marija Zvijezda, até o estopim da 1ª Guerra Mundial em 1914, possuía não apenas atividades monásticas, mas também outras atividades no âmbito missionário e social. As duas centenas de religiosos que habitaram o Mosteiro (o maior Mosteiro Trapista do mundo na época) na primeira década do século XX empregavam-se na agricultura, na fabricação de queijos, na imprensa e cervejaria, além de prestar grande assistência social à população pobre da Bósnia, construindo orfanato, escola, hospital e até mesmo uma usina hidrelétrica para o abastecimento do Mosteiro e da cidade, além de prestar auxílio para os flagelados pela constante guerra que circundava os Balcãs, fato que levou o reconhecimento dos esforços do então Abade de Marija Zvijezda, Dom Dominik Assfalg, pelo próprio Imperador Francisco José I da Áustria, o qual o honorificou.
Foi durante o abaciado de Dom Dominik Assfalg que Ludwig Merkle ingressou no noviciado como clérigo a 16 de junho de 1905, recebendo o nome de Irmão Atanásio Merkle. Após a sua profissão religiosa, com a emissão dos votos, ocorrida no dia 20 de junho de 1907, começou os seus estudos de Filosofia e Teologia em sua própria comunidade, tendo sido ordenado sacerdote no dia 4 de agosto de 1913 pelo bispo de Banja Luka, Dom Josip Stjepan Garic', O. F. M., quando então contava com 25 anos de idade.
No dia 28 de junho de 1914, em Sarajevo, entretanto, a 190 km da Abadia de Marija Zvijezda, o herdeiro do trono do Império Austro-Húngaro, Francisco Ferdinando, sobrinho de Francisco José I, bem como sua esposa Sofia de Hohenberg, são assassinados por Gavillo Princip, um ativista pró Sérvia do grupo terrorista Mão Negra, em hostilidade à dominação austríaca. O incidente serviu como pretexto para desencadear a 1ª Guerra Mundial entre as nações, que vivam em tensões provocadas por interesses nacionalistas e imperialistas sobretudo após a era Napoleônica, no contexto do romantismo que ficou conhecido como "paz armada".
Com a eclosão da Grande Guerra muitos monges trapistas foram convocados para o serviço militar, entre eles Pe. Atanásio Plein, Pe. Vito Recke e o próprio Pe. Atanásio Merkle, o qual fora recrutado como enfermeiro em um hospital de Munique, capital da Baviera, sua terra natal, onde fez um curso de enfermagem com outros 75 sacerdotes, permanecendo no serviço até o término da Guerra em 1918. Durante esse período, Padre Atanásio também fora encarregado por seu Abade Dom Dominik da Secretaria das Missões na Bósnia, que era destinada a arrecadar mais fundos para o Mosteiro Trapista, sobretudo porque nos tempos da Guerra, a Abadia de Marija Zvijezda também estava servindo como hospital para os numerosos soldados bósnios feridos.

### Do fim da Guerra à Restauração Trapista de Himmerod
Em 1918, com o fim da Primeira Guerra Mundial e com a derrota da Tríplice Aliança, os monges alemães recrutados para o serviço militar não recebem permissão de retornar ao seu Mosteiro devido às divergências políticas originadas pós Tratado de Versalhes, e, dessa forma, são obrigados a permanecerem no território alemão. Dessa forma, em meados de 1919, sete dos trapistas exilados, liderados por Pe. Atanásio Plein, compram as ruínas da antiga Abadia de Himmerod, então fundada por São Bernardo de Claraval, supressa em 1802 pela Secularização Alemã após Revolução Francesa, e empreendem a sua restauração, a exemplo dos restauradores e fundadores do século XIX, como por exemplo, o próprio Franz Pfanner. Os jovens padres encontraram, então, uma ocasião perfeita para se aventurarem seguindo os passos dos antigos “monges missionários”.
Não obstante os empreendimentos para a restauração da antiga Abadia de Himmerod tenham se iniciado, o bispo da diocese de Trier, onde a mesma estava situada, pediu aos monges que dessem assistência pastoral aos fiéis da região. Entretanto, as diretrizes e normas da Ordem Cisterciense da Estrita Observância em vigor, impossibilitavam o trabalho pastoral em paróquia, de modo que os trapistas foram obrigados a “converter-se” à Ordem Cisterciense. Para tal, outros 5 monges da abadia alemã de Marienstatt foram enviados à Himmerod. Assim, em 1922 a referida Abadia estava canonicamente restaurada, tendo como o seu 51º Abade, e o 1º após a sua restauração, o antigo ecônomo de Marienstatt, Carlos Münz, o qual, até 1927, liderou a reconstrução de quase toda a Abadia de Himmerod, exceto a Igreja Abacial barroca, pela qual os monges cistercienses poupavam seu dinheiro para a sua futura reconstrução. Nesses mesmos anos, Pe. Atanásio Merkle, agora como cisterciense, é nomeado como mestre de noviços clérigos e leigos da Abadia, função que exerce com muito zelo na procura e formação das vocações.

### Nazismo
Até 1927, os monges já haviam reconstruído boa parte do Mosteiro, exceto a Igreja barroca, ainda em ruínas. Entretanto, em 1933, os nazistas tomam o poder da Alemanha de Weimar, quando então Adolf Hitler, um austríaco que também lutara na 1ª Guerra Mundial junto com os alemães bávaros, é nomeado o seu chanceler. Muitas personalidades religiosas se opuseram ao nazismo, entre elas podemos destacar o Cardeal Michael von Faulhaber, Arcebispo de Munique, e o Cardeal Secretário de Estado Eugenio Pacelli (futuro Pio XII), os quais colaboraram com o Papa Pio XI na redação do primeiro documento público de um chefe de estado a criticar o Nazismo, o “Mit brennender Sorge”,  publicado em 1937. Dom Carlos Münz, Abade de Himmerod, também se torna um crítico e opositor aos interesses de Hitler e, em virtude disso, os nazistas confiscam (expropriam) os recursos monetários que os monges poupavam para a reconstrução da Igreja Abacial, além de proibir o recrutamento de vocacionados na recém restaurada comunidade monástica.
Sem a possibilidade de receber vocações, Dom Carlos Münz envia o Mestre de Noviços Pe. Atanásio Merkle sozinho em dezembro de 1934 para terras estrangeiras, a fim de fundar um novo mosteiro que viesse a ser refúgio contra tais eventualidades. A princípio Pe. Atanásio Merkle dirigiu-se aos Estados Unidos da América, junto às colônias alemãs de Winsconsin, mas não encontrando nenhum lugar propício, a não ser mesmo manifestações pró-Hitler, dirige-se ao Brasil junto às colônias alemãs próximas à Florianópolis, chegando no início de 1935, enquanto que Dom Carlos, fugindo para a Holanda, permaneceu escondido, até receber notícias de Pe. Atanásio, que mais tarde veio a receber terras do bispo diocesano de Sorocaba – SP, Dom José Carlos de Aguirre, por intermédio de Dom Domingos de Silos Schelhorn, Abade do Mosteiro de São Bento em São Paulo – SP.

### Fundação no Brasil
No dia 5 de agosto de 1936, a simples e carente população de Itaporanga, no interior do estado de São Paulo, recebe os primeiros dos muitos monges alemães que então fugiam dos nazistas e de uma possível guerra: Ir. Lucas Mertens, o Abade Dom Carlos Münz e o próprio Pe. Atanásio Merkle então designado como prior da nova fundação. Os monges alemães, no decorrer dos anos, abraçaram a causa dos pobres, dando assistência pastoral à diversas paróquias, asilo, hospitais, casa de reabilitação química, abrigo de menores, além de movimentar a produção agropecuária, e promover atividades sociais extra-monásticas, atividades essas semelhantes ao que seu fundador Atanásio Merkle vivenciara enquanto trapista na Bósnia e Herzegovina.
Desde o início Pe. Atanásio Merkle teve um espírito magnânimo em seus ideais, levando a cabo a construção de um grandioso Mosteiro com a fabricação de tijolos pelos próprios monges em sua Olaria. Em 1948, o Abade Geral da Ordem Cisterciense, Dom Edmundo Bernardini, elevou o Mosteiro de Itaporanga à categoria de priorado sui juris, de modo que o mesmo deixou, então, definitivamente, de ser um priorado dependente da Abadia de Himmerod. E, em 1950, após 14 anos à frente de Itaporanga, foi eleito pelo Capítulo Geral da Ordem Cisterciense como o 1º Abade da então Abadia de Nossa Senhora da Santa Cruz de Itaporanga, recebendo a bênção abacial na Catedral de Sorocaba, no dia 12 dezembro de 1950, pelas mãos de Dom José Carlos de Aguirre.
Em seu abaciado muitos progressos tornaram-se evidentes no Mosteiro. Apoiado por seus monges, realizou a construção do Mosteirinho de São José, o qual funcionava como um priorado anexo à Abadia de Itaporanga. Também houve uma excelente produção agrícola de reconhecimento a nível regional, além da própria pecuária bovina, suína, aviária e apiária. Dom Atanásio Merkle também favoreceu a edificação do Cinema de Itaporanga, sob os cuidados dos monges; iniciou ateliers de encadernação, alfaiataria, sapataria, além de outros inúmeros empreendimentos gastronômicos, e até mesmo uma farmácia homeopática, além de ter prestado auxílio à construção do Hospital de Itaporanga. Dentro da Abadia também fora iniciado, em seu tempo, a Faculdade São Bernardo, com o intuito de promover o estudo de filosofia e teologia aos clérigos. Nesse período, a  comunidade de Itaporanga chegou a se compor de cerca de 60 religiosos, entre monges, conversos e noviços. A repercussão da vida monástica cisterciense de Itaporanga se espalhava por todo o Brasil e até mesmo na Alemanha, atraindo numerosos vocacionados e benfeitores, muitos dos quais, permaneceram até o final de suas vidas ligados à Abadia de Itaporanga.

### Abade Presidente e Consagração da Igreja Abacial
Em 29 de dezembro de 1961, é erigida pela Santa Sé a Congregação Brasileira dos Cistercienses, então com o nome de “Congregação de Santa Cruz”, tendo sido Dom Atanásio Merkle, designado como o primeiro Abade Presidente, de modo que, a partir deste momento, a Abadia de Itaporanga, bem como as demais abadias cistercienses de origem alemã no Brasil, deixavam de ser componentes da Congregação de Mehrerau (Augia Maiore), passando Dom Atanásio também, a ser o "pater imediatus" do mosteiro feminino de Nossa Senhora de Fátima em Itararé - SP da Ordem no Brasil. O reconhecimento do esforço de Dom Atanásio e de sua seriedade para com a vida monástica e paroquial expandia-se para além da clausura do Mosteiro. Sendo um homem verdadeiramente eclesial, sua dedicação à Igreja valeu-lhe, também, o convite para participar da 2ª Sessão do Concílio Vaticano II, ocorrida entre setembro a dezembro de 1963, em a qual foi aprovada a constituição Sacrosanctum Concilium, sobre a reforma litúrgica, e também o decreto Inter mirifica, sobre as comunicações sociais. Nesse mesmo ano, também celebrou suas bodas de ordenação sacerdotal em sua terra natal.
Na década de 1960, realizava-se a obra de maior evidência em seu abaciado, quer pela sua magnitude, quer pela sua dificuldade: a construção da Igreja Abacial e Paroquial de São João Batista, projetada para o culto religioso das duas comunidades: a monástica e a paroquial. A obra já havia sido idealizada na década de 1940 e, encomendada ao renomado arquiteto alemão Dr. Albert Bosslet, o qual se inspirou numa das mais importantes abadia beneditinas da Alemanha, também obra sua: a Abadia de Münsterschwarzach. O empenho de Dom Atanásio em construir a Igreja era tão grande que, anos antes de ser concluída, ele já possuído uma Mitra com o seu projeto. A Igreja foi concluída em 1967, ano em que a mesma veio a ser consagrada pelo Núncio Apostólico Dom Sebastião Baggio no dia doze de novembro.

### Últimos Anos de Sua Vida
No dia 20 de janeiro de 1971, entretanto, após quase 35 anos como superior em Itaporanga, dos quais 20 como Abade, Dom Atanásio Merkle, adoentado e já enfraquecido pela sua idade de 83 anos, renunciou exercício do ministério abacial. Em seguida, dirigiu-se para a Abadia das monjas cistercienses de Nossa Senhora de Fátima em Itararé - SP, retornando dois anos mais tarde à Itaporanga, para exercer o ministério sacerdotal e servir a comunidade no que lhe fosse designado.
Seus últimos sete anos, todavia, foram penosos, porque se tornou quase paralítico de uma das pernas, ao ponto de necessitar de bengala e de ajuda para se locomover. Ficou surdo e praticamente cego de ambas as vistas, impedido de ler e escrever. Contudo, de têmpera forte, não se deixava abater. Apesar do progresso da arteriosclerose, que possuía, a qual frequentemente deixava-o fora de si, estava sempre alegre e procurava acompanhar a vida regular, não tanto no coro, mas na mesa comum, recreação e, na medida do possível, no horário do Mosteiro. Até alguns meses antes da morte deslocava-se com grande dificuldade, para a Igreja, a fim de ouvir confissões durante a Missa conventual.
Dom Atanásio Merkle, após 10 dias de coma, faleceu a cinco de junho de 1980, em uma quinta feira de Corpus Christi, curiosamente  quando a procissão com o Santíssimo Sacramento estava já entrando na Igreja de São João Batista. Contava com noventa e dois anos de idade, dos quais, quase sessenta e sete como sacerdote e setenta e três como monge. Em 1986, seu corpo foi exumado pela comunidade, tendo seus ossos sido devidamente limpos e preparados pelo então Pe. Celso Lourenço de Oliveira (futuro Abade de Itaporanga), para então ser conduzido solenemente na Igreja Abacial e Paroquial de São João Batista, onde hoje está sepultado. Seu lugar no cemitério foi então ocupado pelo cofundador da Abadia de Itaporanga, Ir. Lucas Mertens, homem de profunda confiança de Dom Atanásio Merkle, um ano após a sua exumação, isso é, em 1987, quando então o Irmão Lucas veio a falecer.

### Honorificências
Dada à sua relevância religiosa e cultural para o município de Itaporanga, uma escola municipal recebeu o seu nome: Escola Municipal Dom Athanazio Merkle, bem como uma das principais avenidas da cidade de Itaporanga.